# Primul Război Cecen

## Părțile beligerante
Primul Război Cecen (Operațiuni de restabilire a ordinii constituționale în Cecenia 1994-1996 sau Conflict armat în Republica Cecenă și pe teritoriile adiacente ale Federației Ruse; cunoscută și sub numele de Prima Campanie Cecenă, cecenă Нохчийн-Оьрсийн хьалхара тӀомa) a fost purtat între forțele separatiste cecene și trupele Federației Ruse și a fost un război de gherilă pentru afirmarea independenței Ceceniei. Războiul a fost unul dintre cele mai distrugatoare conflicte ale epocii moderne și a avut loc in spațiul ex-sovietic.
Oficial, conflictul a fost definit ca „măsuri pentru menținerea ordinii constituționale”, acțiunile militare au fost numite și „primul război cecen”, mai rar „ruso-cecen” sau „război ruso-caucazian”. Conflictul și evenimentele care l-au precedat au fost caracterizate de un număr mare de victime în rândul populației, militarilor și reprezentanților organelor de asigurare a ordinii publice, au existat fapte de purificare etnică a minorităților etnice din Cecenia.

## Preludiu
De la începutul perioadei Perestroika  s-au intensificat mișcări naționaiste în mai multe republici ale Uniunii Sovietice, inclusiv și în Republica Autonomă Sovietică Socialistă Ceceno-Ingușă. Pe teritoriul ceceno-ingușet, în 1990, a fost  creat  Congresul Național al Poporului Cecen, care avea drept scop secesiunea Ceceniei din URSS și formarea unui stat cecen independent. Organizația a fost condusă de fostul general al forțelor aeriene sovietice Djohar Dudaev.

### Revoluția cecenă din 1991
Pe 8 iunie 1991, la cea de a  II-a sesiune a Congresului Național al Poporului Cecen, Dudaev a proclamat Republica Cecenă Icikeria, astfel pe teritoriul cecen s-a dezvoltat putere dublă. 
În iulie 1991, Congresului Național al Poporului Cecen a declarat că autoproclamata Republica Cecenă Icikeria nu face parte din RSFSR și URSS.
În timpul evenimentelor din 19-21 august 1991 de la Moscova, conducerea RASSCI, potrivit unor surse, a susținut Comitetul de stat pentru starea de urgență a URSS (potrivit altor surse Doku Zavgaev s-a abținut de la evaluarea evenimentelor de la Moscova).
Pe 6 septembrie 1991, Dudaev a anunțat dizolvarea structurilor guvernamentale, acuzând Rusia de politică colonială. În aceeași zi, părtașii lui Dudaev au luat cu asalt clădirea Sovietului Suprem, Televiziunea și Casa Radio. Mai mult de 40 de deputați au fost bătuți, iar președintele consiliului orașului Groznîi, Vitalii Kuțenko, a fost ucis și aruncat peste geam. Fostul președinte al Sovietului Suprem RASSCI, Doku Zavgaev, a declarat în 1996 în cadrul Dumei de Stat că războiul a început când, în plină zi, a fost omorât Vitalii Kuțenko.
Pe 27 octombrie 1991, au avut loc alegeri prezidențiale și parlamentare în republică sub controlul separatiștilor, Dudaev a devenind președinte al republicii. Adversarii lui Dudaev au declarat depsre falsificarea rezultatelor alegerilor. Pa 2 noiembrie 1991, al V-lea Congres al Deputaților Poporului RSFSR, a declarat alegerile ilegale.
Pe 7 noiembrie 1991, președintele rus Boris Elțîn a semnat un decret „Cu privire la introducerea stării de urgență în Republica Ceceno-Ingușă”.

### Guvernul nerecunoscut al luiDjohar Dudaev
În 1994, Moscova a angajat ca un număr de politicieni de origine cecenă stabiliți la Moscova să se „reîntoarcă” în patrie cu grupuri de oameni înarmați, pentru a prelua puterea în unele sate din nordul Ceceniei. Guvernul lui Djohar Dudaev, foarte slab înarmat la acea perioadă, și fără personal militar corespunzător a „reușit” în scurtă vreme să piardă aproape întreg nordul republicii până la capitala Groznîi rebelilor pro-ruși. În august 1994, trei tancuri ale forțelor anti-Dudaev au intrat nestingherite până în piața din centrul capitalei Groznîi, îndreptându-și demonstrativ turelele spre palatul prezidențial, dar fără a deschide focul. După ce o persoană în civil s-a apropiat de unul din ele și a aruncat înăuntru o grenadă, omorându-i pe cei trei soldați ruși aflați în interior, echipajele celorlalte două s-au retras în grabă. Însă numărul foarte mic de susținători pe care le avea fiecare din aceste patru grupuri proruse, conflictele dintre liderii lor (Ruslan Hasbulatov, Umar Avturhanov, Doku Zavgaev, Iaragi Mamodaev), precum și lipsa totală a suportului din partea populației locale, nu le-a permis să preia controlul asupra capitalei. În micro-bătălia care a avut loc în septembrie 1994 la intrarea în Groznîi, trupele lui Dudaev, fără tehnică militară, au fost înfrânte de către cele ale coaliției Hasbulatov-Avturhanov (reunite sub denumirea de Consiliul Provizoriu Cecen, care controlau raionul Nadterechnîi), capitala rămânând complet deschisă. Totuși, rebelii pro-ruși s-au temut să intre în oraș pentru a nu provoca lupte de stradă cu populația locală ostilă lor.

### Elțîn decide invadarea Ceceniei
Pentru a redresa această situație penibilă, guvernul lui Boris Elțîn a trimis rebelilor unități regulate (inclusiv recruți) ale armatei ruse. Între timp, Dudaev a reușit să adune resurse umane pentru contracararea noii ofensive, începute la sfârșitul lui noiembrie 1994, astfel încât forțele anti-Dudaev au pierdut 20 de tancuri, 350 de rebeli uciși, iar 120 de soldați ai armatei ruse, în special recruți, au devenit prizonieri. Ultimatumul dat de Dudaev pe 7 decembrie 1994 (nedus la împlinire) pentru ca forțele anti-Dudaev să depună armele și să obțină amnistie, ori altfel cei 120 de prizonieri aveau să fie executați, a dus la un conflict armat între forțele cecene ale guvernului nerecunoscut al lui Dudaev și armata și trupele Ministerului de Interne a Federației Ruse, care a decis să invadeze deschis Cecenia pe 11 decembrie 1994.

## Desfășurarea războiului

### Prima înfrângere a cecenilor
În decursul Primului Război Cecen (1994-1996) trupele ruse au cucerit Cecenia, provocând zeci de mii de morți populației civile și distrugeri materiale imense, pentru ca din iunie 1995 războiul să se transforme în unul de gherilă. În august 1996, rebelii separatiști anti-ruși au reușit recucerirea capitalei Groznîi și anihilarea unui număr mare de trupe ruse prinse în lupte. În mod oficial, primul război cecen s-a încheiat prin semnarea acordurilor de la Hasaviurt, la 31 august 1996. Ele stabileau că statutul Ceceniei urma să fie decis până la sfârșitul anului 2001, dar acordau Republicii Cecene Ichkeria independență de-facto până în acel moment.

### Tratatul de Pace
La 12 mai 1997, la Moscova, președintele rus Boris Elțîn și președintele cecen separatist din acea vreme Aslan Mashadov au semnat un Tratat de Pace între Federația Rusă și Republica Cecenă Ichkeria, care după spusele lui Elțîn avea „însemnătate istorică, menit să încheie 400 de ani de război”.
Guvernul separatist, decimat în decursul primul război de cele mai influente si capabile autoritați, inclusiv primul său președinte Djohar Dudaev, nu a reușit să țină sub control situația de securitate. Un șir de bande armate operau din Cecenia răpiri, răscumpărări, trafic ilegal de petrol. Una din acestea era condusă de fostul lider spiritual al musulmanilor din Cecenia în timpul puterii sovietice, Ahmat Kadîrov. O adevărată bătălie a avut loc pentru ca guvernul cecen să recapete controlul asupra celui de-al doilea oraș ca mărime, Gudermes, din mâinele acestor bande. În 1999, Kadîrov, care în primul război a luptat împotriva rușilor, a trecut cu forțele sale de partea lor, devenind liderul (prorus) al Ceceniei.

### Rebeliunea cecenă
În august 1999, folosindu-se de situația extrem de complicată pentru ruși din Daghestan, un grup cecen disident, condus de liderul militar Șamil Basaev și compus din 600 de luptători ceceni, daghestanezi și arabi, a întreprins o incursiune armată în zona Botlih din Daghestan, preluând fără luptă toate satele. Acest eveniment a dus la demiterea prim-ministrului rus Sergei Stepașin, înlocuirea sa cu Vladimir Putin și desemnarea ultimului ca succesor al lui Elțîn la alegerile din primăvara 2000. În paralel cu operațiunea rusă de anihilare a celor 600 de rebeli din Daghestan, în septembrie 1999, 4 bombe pe bază de hexogen au fost plasate în blocuri din Buinaksk în Daghestan, Moscova și Volgodonsk în Rusia, și aceste locuințe au fost aruncate în aer, provocând sute de morți în totalitate civili. O a cincea bombă a fost depistată de locatari în timp ce era instalată, însă ancheta asupra celor doi colaboratori ai Serviciului Federal de Securitate Rus care au plasat bomba a fost oprită. Guvernul rus a dat vina imediat pe teroriști ceceni.

### Începutul celui de-Al Doilea Război Cecen
Trupe rusești au fost plasate de-a lungul frontierei Ceceniei. Invazia din Daghestan, combinată cu șocul provocat de aceste acte teroriste, au fost justificări suficiente în ochii opiniei publice pentru o acțiune militară rusească în Cecenia, deschizând astfel Al Doilea Război Cecen (1999-prezent). În 1999-2000 trupele rusești au cucerit din nou Cecenia, provocând alte zeci de mii de morți și o criză umanitară de proporții. În 2000-2009 a avut loc un război continuu de gherilă.